# Alchemilla floribunda
Alchemilla floribunda é uma espécie de rosácea do gênero Alchemilla, pertencente à família Rosaceae.